# Argostemma plumbeum
Argostemma plumbeum är en måreväxtart som beskrevs av William Grant Craib. Argostemma plumbeum ingår i släktet Argostemma och familjen måreväxter. Inga underarter finns listade i Catalogue of Life.